# Tati Westbrook
Tatiana Aleksandra Westbrook (nhũ danh Krievins, sinh ngày 14 tháng 2 năm 1982), là một nhân vật internet người Mỹ, YouTuber, và chuyên gia trang điểm.

## Sự nghiệp

### YouTube
Westbrook, một cựu chuyên gia tư vấn hình ảnh đã trở thành nghệ sĩ trang điểm, tạo ra kênh YouTube GlamLifeGuru, sau đó đổi tên thành Tati, vào ngày 7 tháng 11 năm 2010 Khi cô bắt đầu, cô biết rất ít về máy ảnh và chỉnh sửa. "Lúc đầu, khi tôi ngồi chỉnh sửa, đó sẽ là một quá trình mười hai giờ", Westbrook nhớ lại vào năm 2015. "Hướng dẫn làm đẹp vẫn mất nhiều thời gian, nhưng tôi đã có thể giảm xuống còn ba giờ."

### Doanh nhân
Vào tháng 2 năm 2018, Westbrook thành lập và ra mắt công ty riêng của mình có tên Halo Beauty Inc. chuyên bán các chất vitamin tổng hợp.
Westbrook ước tính doanh thu khoảng 1,3 triệu đô la mỗi năm nhờ YouTube và Halo Beauty.

### Tranh cãi
Vào ngày 22 tháng 4 năm 2019, Westbrook đã đăng một câu chuyện trên Instagram trong đó cô nói về cảm giác bị cộng đồng làm đẹp phản bội. Một vài giờ trước bài đăng của Westbrook, chuyên gia trang điểm nổi tiếng trên YouTube James Charles đã đăng một quảng cáo về Sugar Bear Hair, đối thủ cạnh tranh trực tiếp với nhãn hiệu bổ sung vitamin của Westbrook: Halo Beauty. Vào ngày 10 tháng 5 năm 2019, Westbrook đã đăng một video trên YouTube có tiêu đề BYE SISTER... trong đó cô cho rằng mối hận thù đang diễn ra giữa cô và Charles không chỉ về quảng cáo, mà còn về lịch sử của cô với Charles và những cáo buộc rằng anh ta săn lùng và quyến rũ những người đàn ông dị tính. Westbrook đã đạt được hơn bốn triệu người đăng ký trong vòng một tuần do kết quả của video và Charles đã mất hơn ba triệu người đăng ký trong bốn ngày. Cô đã đạt đến đỉnh cao của mình, thu hút hơn 10,6 triệu người đăng ký tại thời điểm đó. Charles đã trả lời các yêu sách vào ngày 18 tháng 5 với một video có tựa đề No More Lies trong đó anh chia sẻ khía cạnh của mình về câu chuyện. Westbrook sau đó đã mất hơn một triệu người đăng ký, cũng như không đủ điều kiện nhận nút kim cương của YouTube và có 9,5 triệu người đăng ký vào tháng 4 năm 2020.

## Đời tư
Năm 2017, Tati kết hôn với James Westbrook, người thường xuyên xuất hiện trong các video trên YouTube của cô. Thông qua cuộc hôn nhân này, cô đã có được một đứa con riêng tên Taylor, người thỉnh thoảng cũng xuất hiện trong các video của cô. Cô ấy là người gốc Latvia.